# Route nationale 569
Die N569 war von 1933 bis 1973 eine französische Nationalstraße, die zwischen der N7 südlich von Orgon und der N568 bei Fos-sur-Mer verlief. Ihre Länge betrug 24 Kilometer. 1973 wurde der nördliche Teil, der zwischen der N7 und N113 verlief, abgestuft. 2006 wurden die Ortsdurchfahrten von Miramas und Istres abgestuft, sowie zwischen den Orten. Überbrückt werden die zwei Abschnitte durch die westlich der Orte verlaufende N1569. Die N1569 wurde zur N569 umgeschildert.

## N1569
Die N1569 ist ein Seitenast der N569, der die beiden Teile über die Umgehungsstraße von Miramas und Istres verbindet. Der Straße entstand von 1981 bis 1987 und wurde 1990 zur Nationalstraße. 2016 wurde die N1569 als Route nationale 569 beschildert.
Sie stellt den Vorlauf für die künftige A56 dar.